# Праведність (партія)
Політична партія «Праведність» — сучасна політична партія України.

## Заснування
Установчий з'їзд «Праведності» відбувся 25 жовтня 2008 року. 
22 січня 2010 р. зареєстрована Міністерством юстиції. 
Реєстрацію було здійснено на підставі рішення про створення партії, ухваленого установчими зборами, які відбулися 18 січня 2008 року. А також рішення установчого З'їзду Партії від 25 жовтня 2008 року про затвердження статуту партії та рішення Центральної Політради від 28 листопада 2009 року про зміни до статуту та програми партії.

## Керівництво
Голова партії  Володимир Єрьоменко. 
Заступники голови партії:
Попович Михайло Миколайович;
Денісов Ігор Анатолійович;
Друзенко Андрій Анатолійович;

## Вибори 2010
Централізовано участі у місцевих виборах 2010 - партія не брала, але були зроблені окремі спроби:
На виборах міського голови міста Рівне висуванець партії - Друзенко Андрій Анатолійович отримав 6,5%;
На виборах до міської ради міста Рівне партія отримала 0,7%, 
На виборах до Вінницької обласної ради - 0,2%;